# 하현우
하현우(河鉉雨, 1981년 11월 25일 ~ )는 대한민국의 싱어송라이터이다. 록 밴드 국카스텐의 보컬 및 기타를 담당하며, 작사와 작곡을 전담하고 있다.
가수를 하기 이전에 잠시 미술을 공부하기도 했었던 그는 미술에도 관심과 조예가 있어, 국카스텐의 1집 앨범재킷과 가사가 담긴 카드들을 디자인한 바 있다. 국카스텐의 멤버들이 공연시에 입는 티셔츠 속 그림과 문양은, 모두 그가 직접 그린 것들이다. 음악과 미술 외에도 책과 문학을 매우 좋아하여, 독서광으로 알려져 있다. 문학과 관련해서는 특히 시 쓰는 것을 좋아하며, 시인이 되는 것이 자신의 꿈 중의 하나라고 얘기한 바가 있다. 미스터리 음악쇼 복면가왕에서 어느 프로그램에서도 볼 수 없었던 노래와 폭발적인 가창력 등으로 22대부터 30대까지 6년이 지난 지금까지도 그 누구도 깨지 못한 9회 연속 가왕이라는 대기록을 세웠고 가왕직에서 내려온 직후에는 여러 예능에 출연하며 스타덤에 올랐다. 그가 작곡한 노래는
깃털,알레르기,꼬리,변신 등이 있다.

## 참여 음반
| Huckleberry Finn Live                | - 발매일: 2010년 9월 7일 - 아티스트: 허클베리 핀 - 곡명: CD 3. 밤이 걸어간다 (2009 Yellow Concert@상상마당) (Feat. 하현우 from 국카스텐) DVD 1. 환상환멸 (Feat. 하현우 from 국카스텐) 2. 밤이 걸어간다 (Feat. 하현우 from 국카스텐) 10. 푸른 수평선 (Feat. 박종현, 하현우, 김정근, 성낙원, 오정석, 최철욱) - 레이블: 엠넷미디어 - 포맷: CD+DVD - 레코드번호: CMCC9587 |
| COLORS OF LOVE                       | - 발매일: 2011년 6월 21일 - 아티스트: 세렝게티 - 곡명: 4. 나는 도망한다 (Feat. 하현우 of 국카스텐) - 레이블: 마스터플랜 - 포맷: CD, 디지털 음원 - 레코드번호: MP047 |
| Aev Diary Vol. 10 사 이              | - 발매일: 2015년 3월 13일 - 아티스트: 에이브 - 곡명: 사 이 (Feat. 하현우 of 국카스텐) (작사:하현우 / 작곡:에이브 / 편곡:에이브) - 레이블: 루미넌트엔터테인먼트 - 포맷: 디지털 음원 |
| 블러드 OST Part 3                    | - 발매일: 2015년 3월 23일 - 아티스트: 하현우 - 곡명: I Can`t Stop Loving You (작사:류원광, 손연성 / 작곡:류원광, 손연성 / 편곡:류원광, 손연성) - 레이블: 로엔엔터테인먼트 - 포맷: 디지털 음원 |
| 나는 가수다 시즌3 13회 '가왕전 결승' | - 발매일: 2015년 4월 24일 - 아티스트: 양파, 하현우 - 곡명: 붉은 노을 (원곡:이문세) (작사:이영훈 / 작곡:이영훈 / 편곡:표건수) - 레이블: (주)KT뮤직 - 포맷: 디지털 음원 |
| 블러드 OST                           | - 발매일: 2015년 5월 11일 - 아티스트: 여러음악가 - 곡명: 3. I Can`t Stop Loving You - 레이블: 로엔엔터테인먼트 - 포맷: CD, 디지털 음원 |
| 육룡이 나르샤 OST Part.4             | - 발매일: 2015년 12월 8일 - 아티스트: 하현우 - 곡명: 무이이야 (Rock Ver.) - 레이블: 로엔엔터테인먼트 - 포맷: 디지털 음원 |
| 육룡이 나르샤 OST                    | - 발매일: 2016년 4월 4일 - 아티스트: 여러음악가 - 곡명: 17. 무이이야 (Rock Ver.) - 레이블: 로엔엔터테인먼트 - 포맷: CD+DVD, 디지털 음원 |
| 미스터리 음악쇼 복면가왕 43회        | - 발매일: 2016년 1월 24일 - 아티스트: 여러음악가 - 곡명: 3. 토요일은 밤이 좋아 (우리 동네 음악대장, 내가 바로 국가대표) (원곡: 김종찬) - 레이블: (주)벅스 - 포맷: 디지털 음원 |
| 미스터리 음악쇼 복면가왕 46회        | - 발매일: 2016년 2월 14일 - 아티스트: 여러음악가 - 곡명: 2. 걱정말아요 그대 (원곡: 전인권) - 레이블: (주)벅스 - 포맷: 디지털 음원 |
| 미스터리 음악쇼 복면가왕 48회        | - 발매일: 2016년 2월 28일 - 아티스트: 여러음악가 - 곡명: 4. FANTASTIC BABY (원곡: 빅뱅) - 레이블: (주)벅스 - 포맷: 디지털 음원 |
| 미스터리 음악쇼 복면가왕 50회        | - 발매일: 2016년 3월 13일 - 아티스트: 여러음악가 - 곡명: 3. Don't Cry (원곡: 더 크로스) - 레이블: (주)벅스 - 포맷: 디지털 음원 |
| 미스터리 음악쇼 복면가왕 52회        | - 발매일: 2016년 3월 27일 - 아티스트: 여러음악가 - 곡명: 5. 봄비 (원곡: 박인수) - 레이블: (주)벅스 - 포맷: 디지털 음원 |
| 미스터리 음악쇼 복면가왕 54회        | - 발매일: 2016년 4월 10일 - 아티스트: 여러음악가 - 곡명: 5. 하여가 (何如歌) (원곡: 서태지와 아이들) - 레이블: (주)벅스 - 포맷: 디지털 음원 |
| 미스터리 음악쇼 복면가왕 58회        | - 발매일: 2016년 5월 8일 - 아티스트: 여러음악가 - 곡명: 5. 매일 매일 기다려 (원곡: 티삼스) - 레이블: (주)벅스 - 포맷: 디지털 음원 |
| 미스터리 음악쇼 복면가왕 60회        | - 발매일: 2016년 5월 22일 - 아티스트: 여러음악가 - 곡명: 4. 백만송이 장미 (원곡: 심수봉) - 레이블: (주)벅스 - 포맷: 디지털 음원 |
| 미스터리 음악쇼 복면가왕 62회        | - 발매일: 2016년 6월 5일 - 아티스트: 여러음악가 - 곡명: 5. 아주 오래된 연인들 (원곡: 015B) 6. 민물 장어의 꿈 (Bonus Track) (원곡: 신해철) 7. Lazenca, Save Us (Bonus Track) (원곡: N.EX.T) 8. 일상으로의 초대 (Bonus Track) (원곡: 신해철) - 레이블: (주)벅스 - 포맷: 디지털 음원                                                                                     |
| 메이플스토리 OST                     | - 발매일: 2018년 6월 16일 - 아티스트: 하현우 - 곡명: DARKNESS - 레이블: 소니뮤직 - 포맷: 디지털 음원 |

## 공연
| 연도   | 타이틀                                                                        | 공연일정                      | 장소                          |
| ------ | ----------------------------------------------------------------------------- | ----------------------------- | ----------------------------- |
| 2009년 | 허클베리핀 2009 옐로 콘서트 - 스페셜 게스트:하현우(from 국카스텐)             | 2009년 12월 12일              | 상상마당 라이브홀             |
| 2011년 | 2011년 뷰티풀 민트 라이프 - 누 포크 무브먼트(이장혁, 하현우, 니케아)          | 2011년 4월 30일 - 5월 1일     | 고양 아람누리 노루목 야외극장 |
| 2012년 | 2012년 라퍼커션 콘서트 Samba! Brasil? Samba!! - 하현우 (게스트출연)           | 2012년 4월 7일                | KT&G 상상마당 라이브홀        |
| 2013년 | 2013년 라퍼커션 여름콘서트 Batucada BOMB! - 히든 게스트:하현우(from 국카스텐) | 2013년 7월 13일               | 마포아트센터 아트홀 맥        |
| 2014년 | THE 주현미 SHOW - 게스트 출연:하현우                                          | 2014년 9월 13일 - 14일        | 세종문화회관 대극장           |
| 2014년 | 2014 전주세계소리축제 찾아가는 소리축제 in 군산 - 출연:하현우                 | 2014년 10월 8일 - 12일 (10일) | 군산예술의전당                |
| 2014년 | 2014 전주세계소리축제 K-pop into the traditional project 1 - 출연:하현우      | 2014년 10월 8일 - 12일 (12일) | 한국소리문화의전당 야외공연장 |
| 2015년 | 야마하 어쿠스틱 파티 2015                                                     | 2015년 2월 6일 - 7일 (6일)    | 예스24 무브홀                 |

## 출연 작품

### TV
- 2010년 OBS 꿈꾸는 U
- 2011년 광주MBC 문화콘서트 난장 3대 MC
- 2012년 MBC 나는 가수다 II
- 2016년 MBC 미스터리 음악쇼 복면가왕 - 제 22, 23, 24, 25, 26, 27, 28, 29, 30대 가왕 - 우리 동네 음악대장
- 2016년 MBC 라디오 스타
- 2016년 MBC 마이 리틀 텔레비전
- 2016년 JTBC2 PLUS 버킷 라이크잇
- 2016년 KBS 유희열의 스케치북
- 2016년 SBS 양세형의 숏터뷰
- 2017년 tvN 수상한 가수
- 2018년 tvN 이타카로 가는 길
- 2018년 tvN 인생술집

### 영화
- 《나쁘지 않아》 / NOT 2 BAD (2010년)(감독:이형준) - 2010년 제6회 제천국제음악영화제 음악단편 초대전

### 광고
- FILA IB70 (2011년)
- 리즈케이 화장품 (2016년)
- LG 블루투스 이어폰 (2016년)
- 인터파크투어 체크인나우 (2016년)

## 경력
- 2012년 제15회부천국제만화축제 공식 트레일러 음악감독

## 수상 내역
- 2016년 제43회 한국방송대상 가수상 《미스터리 음악쇼 복면가왕》- 우리 동네 음악대장
- 2016년 MBC 방송연예대상 가수부문 특별상
- 2016 올해의 브랜드대상 [특별상]